# Thrichomys apereoides
Espèce
Statut de conservation UICN

 LC  : Préoccupation mineure
Thrichomys apereoides est une espèce de mammifères rongeurs de la famille des Echimyidae qui regroupe des rats épineux originaires d'Amérique latine.

## Liste des sous-espèces
Selon NCBI (5 oct. 2012) :

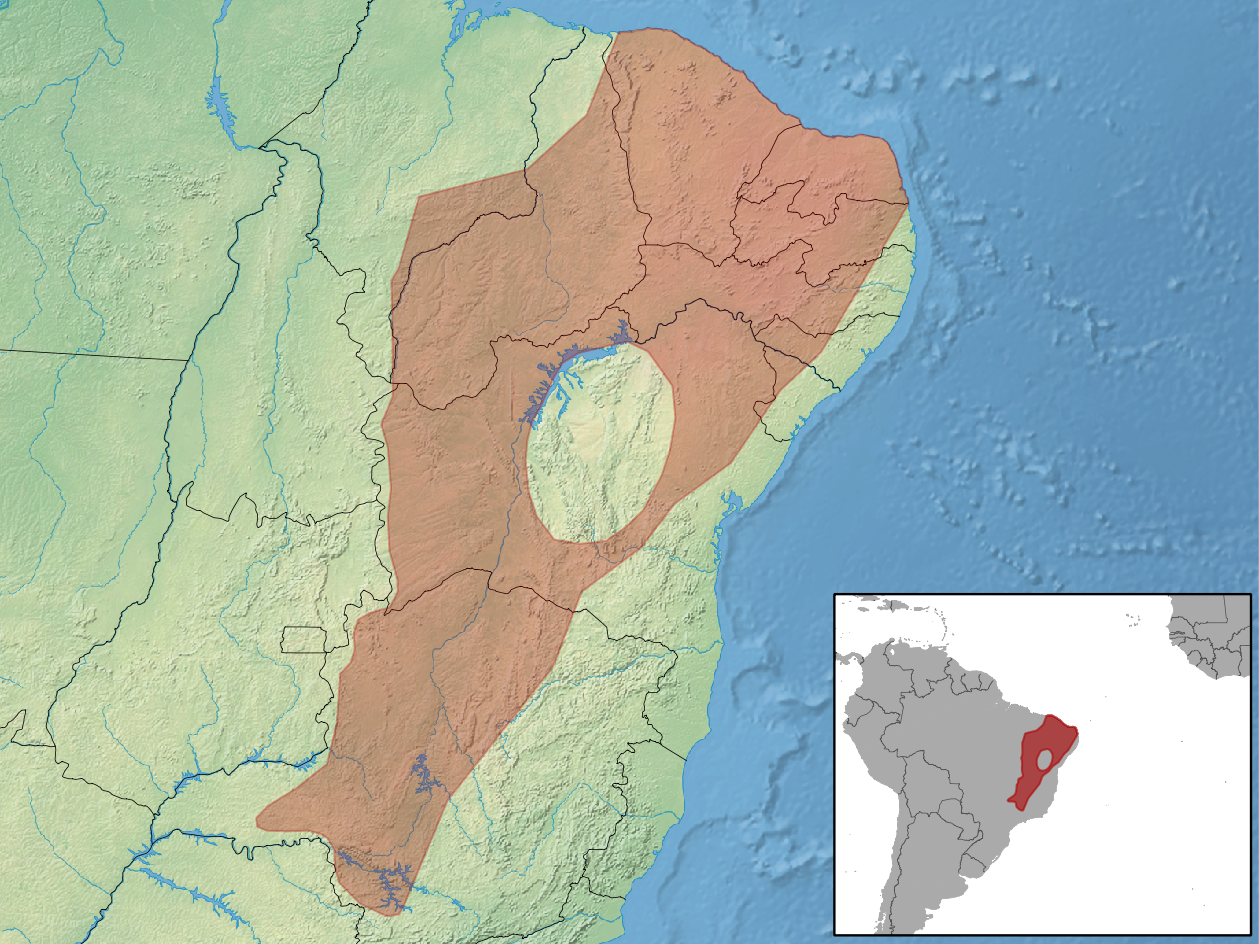
Répartition de l'espèce.

- sous-espèce Thrichomys apereoides apereoides
- sous-espèce Thrichomys apereoides laurentius